# Янув (Опольське воєводство)
Янув (пол. Janów, нім. Johnsdorf) — село в Польщі, у гміні Ольшанка Бжезького повіту Опольського воєводства.
Населення — 307 осіб (2011).

## Демографія
Демографічна структура станом на 31 березня 2011 року:
|          | Загалом | Допрацездатний вік | Працездатний вік | Постпрацездатний вік |
| -------- | ------- | ------------------ | ---------------- | -------------------- |
| Чоловіки | 146     | 38                 | 95               | 13                   |
| Жінки    | 161     | 37                 | 94               | 30                   |
| Разом    | 307     | 75                 | 189              | 43                   |